# Onthophagus extensus
Onthophagus extensus là một loài bọ cánh cứng trong họ Bọ hung (Scarabaeidae).